# Daniel Elena
Daniel Elena (Mónaco; 26 de octubre de 1972) es un copiloto de rally monegasco, que compite con el francés Sébastien Loeb. Ha sido 9 veces campeón del mundo junto a Loeb, algo que ningún copiloto había logrado nunca.  
Anualmente dona más de 10.000 dólares americanos a la Organización Internacional de Teletones.
Desde marzo de 2013 es encargado de la Categoría de Rally de la Comisión de Pilotos de la FIA, junto a Nasser Al-Attiyah y Marcus Gronholm.

## Trayectoria
Nacido en Mónaco de madre gallega (Amelia Rivera), mantiene familia en España, concretamente en Somozas (Galicia).
Comenzó en 1997, siendo copiloto de Hervé Bernard, pero un año más tarde se convirtió en el copiloto de Loeb, ganando la Copa Citroën Saxo en 1999 y el título nacional en el 2001. Ese mismo año ganaron también el Campeonato Mundial de Rally Junior y en 2002, consiguieron la primera victoria en el Rally de Alemania. Posteriormente conseguiría los nueve títulos consecutivos, de 2004 a 2012.
Junto con Loeb, ha conseguido nueve campeonatos mundialistas y 65 victorias en los rallys, convirtiéndolo en el copiloto más laureado de la historia.
Ha sido el primer hombre en recibir el premio Oliver Heldens, dado anualmente al mejor copiloto del Rally Lautariano.
Además de copiloto ha hecho algunas incursiones como piloto, en 2012 participó en el Rally du Var, puntuable para el campeonato de Francia, como coche cero en un Citroën DS3.

## Resultados

### WRC
| Año  | Piloto                                  | Vehículo             | 1       | 2       | 3       | 4       | 5       | 6       | 7       | 8      | 9       | 10     | 11      | 12      | 13      | 14      | 15      | 16      | Posición | Puntos |
| ---- | --------------------------------------- | -------------------- | ------- | ------- | ------- | ------- | ------- | ------- | ------- | ------ | ------- | ------ | ------- | ------- | ------- | ------- | ------- | ------- | -------- | ------ |
| 1999 | Sebastien Loeb Equipe de France FFSA    | Citroën Saxo Kit Car | ESP Ret | FRA 19  | ITA 21  |         |         |         |         |        |         |        |         |         |         |         |         |         | -        | 0      |
| 2000 | Sébastien Loeb                          | Citroën Saxo Kit Car | FIN Ret |         |         | GBR 38  |         |         |         |        |         |        |         |         |         |         |         |         | -        | 0      |
| 2000 | Equipe de France FFSA                   | Toyota Corolla WRC   |         | FRA 9   | ITA 10  |         |         |         |         |        |         |        |         |         |         |         |         |         | -        | 0      |
| 2001 | Sébastien Loeb                          | Citroën Saxo Kit Car | MON 15  | SWE Ret |         |         |         |         |         |        |         |        |         |         |         |         |         |         | 14º      | 6      |
| 2001 | Sébastien Loeb                          | Citroën Saxo S1600   |         |         | ESP 15  | GRE 19  | FIN 28  |         | FRA 13  | GBR 15 |         |        |         |         |         |         |         |         | 14º      | 6      |
| 2001 | Sebastien Loeb Automobiles Citroën      | Citroën Xsara WRC    |         |         |         |         |         | ITA 2   |         |        |         |        |         |         |         |         |         |         | 14º      | 6      |
| 2002 | Sebastien Loeb Automobiles Citroën      | Citroën Xsara WRC    | MON 2   | SWE 17  | ESP Ret | GRE 7   | KEN 5   | FIN 10  | GER 1   |        | GBR Ret |        |         |         |         |         |         |         | 10º      | 18     |
| 2002 | Piedrafita Sport                        | Citroën Xsara WRC    |         |         |         |         |         |         |         | AUS 7  |         |        |         |         |         |         |         |         | 10º      | 18     |
| 2003 | Sebastien Loeb Citroën Total            | Citroën Xsara WRC    | MON 1   | SWE 7   | TUR Ret | NZL 4   | ARG Ret | GRE Ret | CYP 3   | GER 1  | FIN 5   | AUS 2  | ITA 1   | FRA 13  | ESP 2   | GBR 2   |         |         | 2º       | 71     |
| 2004 | Sebastien Loeb Citroën Total            | Citroën Xsara WRC    | MON 1   | SWE 1   | MEX Ret | NZL 4   | CYP 1   | GRE 2   | TUR 1   | ARG 2  | FIN 4   | GER 1  | JPN 2   | GBR 2   | ITA 2   | FRA 2   | ESP Ret | AUS 1   | 1º       | 118    |
| 2005 | Sebastien Loeb Citroën Total            | Citroën Xsara WRC    | MON 1   | SWE Ret | MEX 4   | NZL 1   | ITA 1   | CYP 1   | TUR 1   | GRE 1  | ARG 1   | FIN 2  | GER 1   | GBR 3   | JPN 2   | FRA 1   | ESP 1   | AUS Ret | 1º       | 127    |
| 2006 | Sebastien Loeb Kronos Total Citroën WRT | Citroën Xsara WRC    | MON 2   | SWE 2   | MEX 1   | ESP 1   | FRA 1   | ARG 1   | ITA 1   | GRE 2  | GER 1   | FIN 2  | JPN 1   | CYP 1   |         |         |         |         | 1º       | 112    |
| 2007 | Sebastien Loeb Citroën Total WRT        | Citroën C4 WRC       | MON 1   | SWE 2   | NOR 14  | MEX 1   | POR 1   | ARG 1   | ITA Ret | GRE 2  | FIN 3   | GER 1  | NZL 2   | ESP 1   | FRA 1   | JPN Ret | IRE 1   | GBR 3   | 1º       | 116    |
| 2008 | Sebastien Loeb Citroën Total WRT        | Citroën C4 WRC       | MON 1   | SWE Ret | MEX 1   | ARG 1   | JOR 10  | ITA 1   | GRE 1   | TUR 3  | FIN 1   | GER 1  | NZL 1   | ESP 1   | FRA 1   | JPN 3   | GBR 1   |         | 1º       | 122    |
| 2009 | Sebastien Loeb Citroën Total WRT        | Citroën C4 WRC       | IRE 1   | NOR 1   | CYP 1   | POR 1   | ARG 1   | ITA 4   | GRE Ret | POL 7  | FIN 2   | AUS 2  | ESP 1   | GBR 1   |         |         |         |         | 1º       | 93     |
| 2010 | Sebastien Loeb Citroën Total WRT        | Citroën C4 WRC       | SWE 2   | MEX 1   | JOR 1   | TUR 1   | NZL 3   | POR 2   | BUL 1   | FIN 3  | GER 1   | JPN 5  | FRA 1   | ESP 1   | GBR 1   |         |         |         | 1º       | 276    |
| 2011 | Sebastien Loeb Citroën Total WRT        | Citroën DS3 WRC      | SWE 6   | MEX 1   | POR 2   | JOR 3   | ITA 1   | ARG 1   | GRE 2   | FIN 1  | DEU 2   | AUS 10 | FRA Ret | ESP 1   | GBR Ret |         |         |         | 1º       | 222    |
| 2012 | Citroën World Rally Team                | Citroën DS3 WRC      | MON 1   | SWE 6   | MEX 1   | POR Ret | ARG 1   | GRE 1   | NZL 1   | FIN 1  | DEU 1   | GBR 2  | FRA 1   | ITA Ret | ESP 1   |         |         |         | 1º       | 259    |

- Referencias[4]

### Participaciones en el Rally Dakar
| Año  | Equipo       | Piloto         | Vehículo         | Puesto | Etapas |
| ---- | ------------ | -------------- | ---------------- | ------ | ------ |
| 2016 | Team Peugeot | Sébastien Loeb | Peugeot 2008 DKR | 9      | 4      |
| 2017 | Team Peugeot | Sébastien Loeb | Peugeot 3008 DKR | 2      | 5      |
| 2018 | Team Peugeot | Sébastien Loeb | Peugeot 3008 DKR | Ret    | 1      |
| 2019 | PH Sport     | Sébastien Loeb | Peugeot 3008 DKR | 3      | 4      |